# 닌텐도 DSi
닌텐도 DSi(일본어: ニンテンドーDSi)는 닌텐도사에서 발매된 휴대용 게임기로, 닌텐도 DS의 세 번째 시리즈이다. 2008년 11월 1일, 일본에서 18,900엔에 판매를 시작했으며, 2009년 12월 15일, 중국에서는 iQue DSi라는 이름으로 발매했고, 대한민국에서는 2010년 4월 15일에 198,000원으로 판매를 시작했다. 성능은 닌텐도 DS 라이트와 비슷하며, 디자인은 조금 변경되었다. 색상은 화이트, 블랙, 블루, 버건디(Burgundy) 4가지 색상으로 발매하였다.

## DSi 사양
DSi의 사양과 기타 달라진 점이다.
본체 크기
- 접었을 때 가로 137mm, 세로 74.9mm, 두께 18.9mm다.
- DS 라이트보다 가로는 4mm정도 길어졌고, 세로는 1mm 길어졌으며, 두께는 3.4mm 얇아졌다.

본체 외관
- 스피커 모양이 달라졌으며 액정화면의 크기가 달라졌고, 마이크 위치가 변경되고, 내·외부 카메라가 추가되었다.
- 전원 버튼은 본체 우측 사이드에서 본체 내부의 터치스크린 좌측에 자리잡았다.
- 사운드 조절 버튼이 슬라이드에서 버튼 형태로 바뀌었으며, 본체 아래 사이드에 있던 것이 본체 좌측 사이드로 옮겨졌다.
- DS 라이트에서는 본체 외부 전면에 양각으로 DS터치스크린을 형상화한 것이 있었지만 사라졌다.
- 광택 재질에서 무광택 강화플라스틱으로 재질이 변경되었고, 지문과 스크래치에 강하다.(Red DSi에선 광택이 조금 보인다.)
- SD카드를 지원하게 되면서 SD카드 슬롯이 본체 우측 사이드에 추가되었다.
- L/R 버튼이 살짝 튀어나온 형태로 변경되었으며, 카메라 모양이 음각으로 새겨졌다.
- 전원/충전/무선통신으로 LED의 수가 늘어났으며, 오른쪽 힌지(경첩)부분에서 왼쪽 힌지 부분으로 옮겨졌다.
- 전체적으로 외부 후면의 글자 수가 줄었으며, 깔끔해졌다. SLOT-2 (GBA 슬롯) 가 사라지면서 보기가 편해졌다.
- GBA 슬롯의 삭제되어 더 이상 GBA 게임팩과 DS 진동 카트리지 등의 GBA슬롯을 사용하는 주변기기의 사용이 불가능하다.

액정화면
- 백라이트가 장착된 3.25인치 투과형 TFT 컬러액정 2장이 탑재되었다.
- 밝기조정은 5단계로 DS 라이트보다 1단계 추가되었다. 화면크기는 0.25인치 커졌다.

입력장치
- 십자버튼 + A, B, X, Y버튼 + L/R 버튼 + START/SELECT버튼 + 터치스크린 + 마이크 + 카메라
- 종류는 카메라가 추가되었으며, 모든 버튼의 감도가 아주 좋아졌다.

전원
- 배터리는 크기 감소를 위해 닌텐도 DSL보다 용량이 줄어들었다. 공식 홈페이지에서는 닌텐도 DSL의 작동시간을 최저밝기시 15~19시간, 닌텐도 DSi의 작동시간을 최저밝기시 9~14시간 이라고 밝히고 있다. 충전시간은 2시간 30분으로 DS라이트보다 30분정도 단축되었다.[1]
- 전용 닌텐도 DSi용 AC 어댑터로만 충전 가능하다.(DSi용 어댑터는 닌텐도 DSi XL, 닌텐도 3DS, 닌텐도 3DS XL, 닌텐도 2DS, 닌텐도 2DS XL과도 호환된다.)
- 전원 버튼은 DSi 내부 터치스크린 좌측에 배치되었으며, 어느 색상이든 전원 버튼은 회색이다. 세게 눌러야 작동하며, 짧게 누르면 DSi 메뉴로 가고, 길게 누르면 켜지거나 꺼진다.

무게
- 무게는 터치펜과 배터리팩 포함 약 214g으로, DS 라이트보다 약 4g정도 가벼워졌다.

스타일러스 펜
- 약 92mm로, DS 라이트보다 4.5mm 길어졌다. 직경은 약 1mm 두꺼워졌다.

스피커
- DS 라이트보다 음질이 대폭 향상되었다.
- DS 라이트에서는 한쪽에 6개의 구멍으로 스피커 소리가 나왔으나, DSi에서는 한쪽에 1개의 구멍으로 소리가 나온다.

카메라
- 본체 내부와 외부에 카메라가 장착되었으며, 카메라 화소는 약 30만 화소이고, CMOS 이미지 센서를 탑재하였다.
- 외부 카메라는 본체 외부 전면 오른쪽(본체를 접었을 때 보이는 각도)에 있으며, 외부 카메라 작동시 붉은색 라이트가 작동된다.
- 내부 카메라는 DS 라이트때의 마이크 부분에 있으며, 마이크는 내부 카메라 우측에 있다.

입출력 단자
- DS카드 슬롯, SD카드 슬롯, AC 어댑터 연결 단자, 헤드폰·마이크 연결 단자가 있다.

대응 소프트
- DS카드, DSi 전용카드, DSi 웨어에 대응한다.

## 지역 코드
DSi 호환카드 또는 DSi 전용카드의 경우 해당 카드의 지역코드에 맞는 닌텐도 DSi에서만 구동이 가능하다.
(DSi 호환카드는 닌텐도 DSL에서도 구동이 가능하나 일부 기능을 사용할 수 없으며 DSi 전용카드는 닌텐도 DSL에서는 구동이 불가능하다.)
DSi 웨어는 해당 DSi 판매국가의 닌텐도 DSi 숍으로만 구매 가능하다. 대한민국에서 구입한 DSi 본체에서는 대한민국의 닌텐도 DSi 숍에만 접속할 수 있으며, DSi 웨어 역시 대한민국의 DSi 웨어만을 구매할 수 있다.

## 인터넷
일부 해외에서 출시된 닌텐도 DSi에서는 DSi 숍에서 전용 오페라 웹 브라우저(닌텐도 DSi 브라우저)를 닌텐도 DSi 숍에서 무료로 다운로드받아 사용할 수 있으나, 대한민국의 닌텐도 DSi 숍에는 웹 브라우저가 출시되지 않은 상태로 DSi 숍 서비스가 종료되었다. 일부 해외에서 발매된 DSi LL(DSi XL)에서는 닌텐도 DSi 브라우저가 본체에 내장되어 있어, 따로 다운로드할 필요가 없다.

## 닌텐도 포인트
대한민국에서 DSi로 DSi 웨어를 구입하려면 '닌텐도 포인트 충전 카드'가 필요하다. Wii에서 사용하면 'Wii 포인트'로, 닌텐도 DSi에서 사용하면 '닌텐도 DSi 포인트'로 사용된다.
온라인 결제는 한국닌텐도 사이트를 가입하고 구매할 수 있었고,
대한민국에서 한글판 닌텐도 DSi를 구입 후, 2011년 9월 30일 이전까지 '닌텐도 DSi 숍'에 접속한 사람을 대상으로 '1000 닌텐도 DSi 포인트'(10,000원 상당)를 증정했었다.
그리고, Wii 포인트 충전 카드 및 Wii 포인트 충전 번호로 닌텐도 DSi 포인트를 등록 할 수 있었다.
그러나 DSi 숍에서의 DSi 웨어 구입은 이미 2017년 3월 31일에 종료되었으며, 닌텐도 포인트 충전 카드 판매도 2018년 3월 16일에 중단되었다.

## 불법 소프트웨어 잠금
불법 소프트웨어(R4 또는 TT 같은 칩)는 실행이 되지 않도록 잠금 프로그램이 설치되어 있다. 이러한 불법 소프트웨어를 DSi에서 실행할 경우, DSi가 백화되며, 작동이 중지된다. 전원도 꺼지지 않으며, A/S(수리)도 불가능하다. 불법 소프트웨어(특히 대표적인 소프트웨어인 R4i울트라)가 DSi를 구동시키게 지속적으로 업데이트를 하지만, 닌텐도에서 불법 소프트웨어를 실행하지 못하게 하고 있다. 그러나 tti, ttigold 등 여러 가지 제품이 나왔으며, 다른 불법 소프트웨어도 계속 나오고 있다.

## DSi 스페셜 에디션 패키지
「DSi 스페셜 에디션」과, '메이플스토리 DS' 한글판이 동봉되어 있는 한정판 패키지가 2010년 4월 15일에 발매되었다. 이 DSi 스페셜 에디션은, DSi가 Red(레드)색상이고, 외부 카메라 부분에 메이플스토리 캐릭터가 그려져 있다. Red(레드) DSi에는 광택이 조금 있다. 이 패키지는 공식적으로 일부 매장에서만 판매한다.
또,「DSi 스페셜 에디션」과 '포켓몬스터 블랙, 화이트' 한글판이 동봉되어 있는 한정판 패키지가 2011년 4월 21일에 발매되었다. 이 DSi 스페셜 에디션은, DSi가 포켓몬스터 블랙의 경우 본체의 색깔이 Black(블랙)색상이고, 포켓몬스터 화이트의 경우는 본체의 색깔이 White(화이트)색상이다. 메이플스토리와 달리 앞면에 래시라무와 제크로무 그림이 있다.

## 같이 보기
- 닌텐도 DS
- 닌텐도 DS 라이트
- 닌텐도 DSi웨어
- Wii